# 布伊考·芭芭拉
布伊考·芭芭拉（匈牙利語：Bujka Barbara，1986年9月5日—），匈牙利女子水球运动员。她曾代表匈牙利国家队参加2012年和2016年夏季奥林匹克运动会水球比赛，均获得第四名。